# Schürhoff
Schürhoff is een historisch merk van bromfietsen en motorfietsen.
Schürhoff & Co. GmbH, Motor & Fahrzeugwerke, Bielefeld, later Gevelsberg in Westfalen (1949-1953).
Duits merk dat vooral bromfietsen met 48 cc Sachs-, ILO- en Zündapp-motoren bouwde, maar daarnaast ook motorfietsen met 123- en 173 cc ILO-blokken.